# (17216) Scottstuart
(17216) Scottstuart est un astéroïde de la ceinture principale.

## Description
(17216) Scottstuart est un astéroïde de la ceinture principale. Il fut découvert le 7 janvier 2000 à la station Anderson Mesa par le programme LONEOS. Il présente une orbite caractérisée par un demi-grand axe de 3,18 UA, une excentricité de 0,13 et une inclinaison de 10,7° par rapport à l'écliptique.

## Compléments